# غريمسبي تاون
غريمبسي تاون، نادي كرة قدم إنجليزي، تأسس في عام 1878، يلعب في دوري الدرجة الثانية الإنجليزي. ويقع بمدينة غريمزبي بمنطقة شمال شرق لينكونشير.